# Freundinnen (1988)
Freundinnen ist ein Filmdrama von Garry Marshall aus dem Jahr 1988. Die Literaturverfilmung nach dem Roman Beaches von Iris Rainer Dart mit Bette Midler und Barbara Hershey in den Hauptrollen zeigt die wechselhafte Freundschaft zwischen einer wohlhabenden Kalifornierin und einer angehenden Künstlerin, die es zu Weltruhm bringt. Der Film erhielt eine Oscar-Nominierung für das Beste Szenenbild und wurde für weitere Preise nominiert. Bette Midler produzierte den Film mit ihrer neu gegründeten Produktionsfirma All Girl Productions und war daneben für den Soundtrack verantwortlich. Dieser gilt, mit zwei Grammys und mehrfach mit Gold und Platin bedacht, als ihr erfolgreichstes Album.

## Handlung
Die berühmte Sängerin CC Bloom erhält während ihrer Tour kurz vor einem wichtigen Konzert eine Nachricht, die sie veranlasst, alles stehen und liegen zu lassen, um nach San Francisco aufzubrechen. Sie scheut keine Mühe, um dies so schnell wie möglich zu schaffen.
Einige Jahrzehnte zuvor lernen sich die reiche Halbwaise Hillary Whitney und der Kinderstar CC Bloom als Kinder am Strand von Atlantic City kennen und freunden sich schnell an. CC kehrt in die Bronx und Hillary nach San Francisco zurück, wonach sie beide eine Brieffreundschaft anfangen, die für Jahre anhält. Als Hillary ihr Jurastudium abgeschlossen hat, bricht sie aus ihrem Leben aus und zieht zu ihrer besten Freundin CC nach New York City. Sie sehen sich zum ersten Mal seit ihrer Kindheit wieder. CC, die kein Star mehr ist und in ärmlichen Verhältnissen lebt, nimmt Hillary auf und beide leben fortan zusammen. Hillary selbst hat ihre Familie und ihren Reichtum hinter sich gelassen und verwirklicht sich als Anwältin einer Bürgerrechtsbewegung, während CC versucht ihre Karriere in Schwung zu bringen. Während eines schlechten Jobs lernt CC den Theaterregisseur John Pierce kennen, der sie für seine Aufführungen bucht und CC bald die ersten Hauptrollen gibt.
CC selbst verguckt sich in John, doch dieser hat nur Augen für Hillary und schläft mit ihr, worauf CC mit Eifersucht reagiert. Es kann sich jedoch kein wirklicher Streit entwickeln, da Hillary nach San Francisco zurückkehren muss, um ihren sterbenden Vater zu pflegen. Es vergehen weitere Jahre, in denen die Brieffreundschaft wieder intensiviert wird, Hillary heiratet und CC die erhoffte Karriere macht. Als Hilary nach einigen Jahren wieder nach New York kommt und CC besucht, hat sich viel in beider Leben verändert, sodass die Beziehung stark unterkühlt und distanziert ist. Es entbrennt ein heftiger Streit, der die beiden entzweit. Zwar versucht CC weiterhin die Brieffreundschaft zu pflegen, alle Briefe kommen jedoch ungeöffnet zurück.
So vergehen weitere Jahre, in denen sich nicht alles zum Besten wandelt. Hillary lässt sich von ihrem Mann scheiden, nachdem er sie betrogen hatte, und auch CC lässt sich von John Pierce scheiden, da sie sich auseinandergelebt haben. Auch CCs Karriere liegt im Argen, sodass sie immer schlechtere Jobs annehmen muss, um überhaupt noch aktiv sein zu können. Einer dieser Jobs führt sie nach San Francisco, wo Hillary erstmals den Mut findet, CC wieder aufzusuchen. Nach einem kleinen Streit, bei dem sie sich aussprechen, können sich beide wieder versöhnen.
Allerdings ist Hillary von ihrem Ex-Mann Michael schwanger und hat vor, ihr Kind zu bekommen und alleine groß zu ziehen. Da CCs Karriere eigentlich nicht mehr existiert, beschließt sie, Hillary zu helfen. Erst als sie von ihrem Ex-Mann John Pierce erneut die Chance erhält, eine wichtige Hauptrolle am Broadway zu spielen, lässt sie alles stehen und liegen und kehrt erst zur Geburt zurück, um Hillary beizustehen. Danach trennen sich ihre Wege wieder und ihre Brieffreundschaft intensiviert sich erneut.
Einige Jahre später erkrankt Hillary unheilbar an Kardiomyopathie. CC ist entsetzt, ihrer besten Freundin nicht helfen zu können. Sie sagt alle Termine ab und verbringt einen letzten Sommer mit ihrer Freundin in einem Strandhaus, wo sie, nach anfänglichem Streit, auch Hillarys mittlerweile achtjährige Tochter Victoria näher kommt und die drei eine zum größten Teil entspannte Zeit miteinander verbringen. Hillarys Gesundheitszustand verschlechtert sich jedoch zusehends und auch die Hoffnung auf ein Spenderherz erfüllt sich nicht. Die Nachricht, dass Hillary im Sterben liegt, ist jene, die CC zu Beginn des Films erhalten hat.
Diese Nachricht versetzt CC in derartige Schockstarre, dass sie durch das halbe Land reist, um in den letzten Stunden bei ihrer Freundin zu sein. Hillary stirbt und CC sagt ihre komplette Tour ab, um sich um Victoria zu kümmern. Im Testament war einer der letzten Wünsche Hillarys, dass CC ihre Tochter adoptieren möge, damit sie sich um sie kümmern könnte. So verbringt Victoria ihr Leben an CCs Seite während ihrer Musiktour und lauscht den Geschichten der lebenslangen Freundschaft zwischen CC und Hillary.

## Produktion

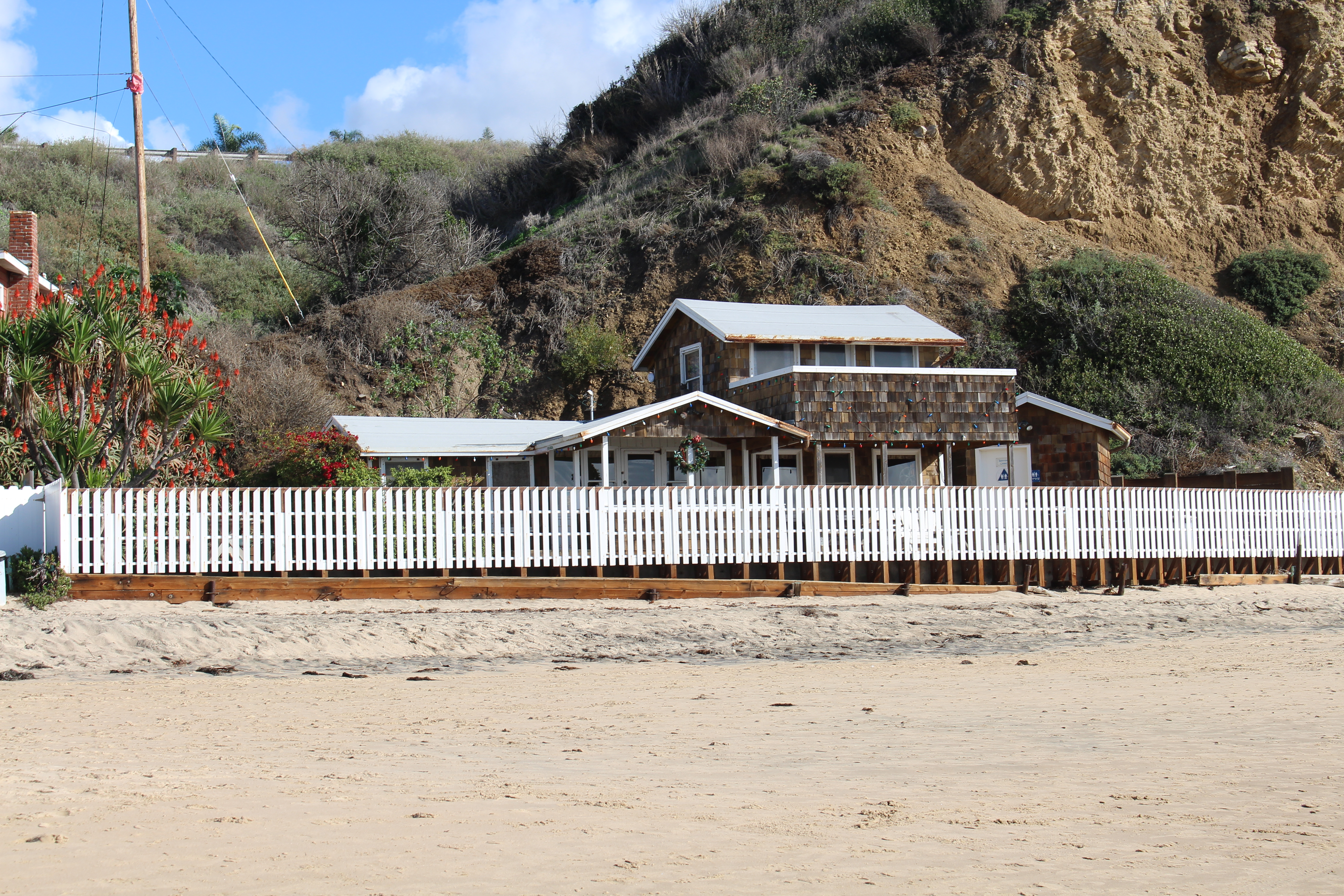
Cottage Nr. 13 im historischen Viertel Crystal Cove, wo die Strandhaus-Szenen gedreht wurden

Der Regisseur Garry Marshall wollte mehr Humor im Drehbuch haben, was allerdings der Drehbuchautorin Mary Agnes Donoghue nicht gefiel, sodass Marshall sie feuerte und einige Comedy-Autoren aus New York engagierte, um das Drehbuch umzuschreiben. Sie ging daraufhin zu einem der Studioverantwortlichen und sprach mit ihm. Der hingegen ließ ihr versichern, dass sie drei Wochen warten solle, bis Marshalls Drehbuch fertig sei. Doch als dieses fertig war, war es so „schrecklich“, dass die Comedy-Autoren anschließend entlassen wurden und Donoghue wieder als einzige Autorin eingesetzt wurde. Aber Marshall selbst hielt sich nicht wirklich an das finale Drehbuch, sodass es im Endeffekt wiederum sentimentaler war als das eigentliche Drehbuch, welches Donoghue als „tougher und ernsthafter“ beschrieb. Allerdings hielt sich Marshall dabei stärker an den Roman, der ebenfalls alle sentimentalen Szenen erhielt. Und trotzdem kritisierte Donoghue ihn und kommentierte, wie „wunderbar es doch sei, wie stark ein Regisseur ein Drehbuch verändern könne“.
Der Film wurde vom 26. April 1988 bis Juli 1988 in Kalifornien und New York, darunter in Coney Island, Newport Beach, Laguna Beach und San Francisco, gedreht. Die Anfangsszene befindet sich im Hollywood Bowl, Hilarys Haus in Pasadena und Hilary recherchiert über ihre Krankheit in der Denison Library am Scripps College.
Es gab das Gerücht, dass die Fortsetzung des Romanes Beaches, im englischen Beaches 2: I’ll Be There, auch von Bette Midler zu einem Fernsehfilm adaptiert werden sollte.

## Kritiken
Der Film erhielt überwiegend mäßige Kritiken. So zählte die Internetseite Rotten Tomatoes von 42 gewerteten professionellen Kritiken 17 positive, was einem Wert von 40 % entspricht. Allerdings wurde der Film vom breiten Publikum überaus positiv aufgenommen, denn gleichzeitig werteten 88 % des Publikums den Film positiv. Dies wiederum wird von der Internet Movie Database, einer weiteren Plattform, auf der normale User ihre Filmkritiken abgeben können, bestätigt, denn dort bekam der Film überdurchschnittliche 5,2 von 10 möglichen Punkten.

### Englischsprachige Kritiken
Janet Maslin meinte in der renommierten liberalen Tageszeitung New York Times, dass Freundinnen ein Film voller „bitterer Fehden, tränenreicher Vorwürfe, liebevoller Affirmationen und einer tödlichen Krankheit sei.“ Und obwohl die Schauspieler jeweils ihr Bestes geben, sei die Geschichte einfach zu normal und selbst Freunde von Melodramen würden mehr Ironie erwarten.
Obwohl der Film mit einem „drohenden Unheil und einem Unterton von bittersüßem Wehmut“ beginne, meinte der renommierte Filmkritiker Roger Ebert in der Chicago Sun-Times, bestehe der Rest aus nicht mehr als „alten Filmklischees“. Für ihn wirke der Film unvollständig und sei vielmehr aus „anderen Filmen zusammen konstruiert, […] weswegen ihm die Spontanität des Lebens fehle“. Außerdem merkte er an, dass die jeweiligen Figuren schlauer täten als sie sind, denn wenn sie es tatsächlich wären, würden sie merken, „dass ihr Leben ein schlechter B-Movie ist“.
Für Rita Kempley von der Washington Post war Freundinnen „ein Buddy-Film über eine Liebe zwischen zwei ungleichen Seelen und Freundschaft, die sich gegen alle Widerstände bildet“. Und obwohl der Film insbesondere von Midlers Humor und Stimme getragen werde, habe er „mehr Enden als Beethovens Neunte“. Doch trotz seiner Schwächen sei es ein Frauenfilm, der auf die Wertigkeit von Freundschaften hinweise.

### Deutschsprachige Kritiken
Die Fernsehzeitschrift Prisma kam zu Schluss, dass dem Regisseur ein „in Ansätzen recht interessanter Film“ gelungen sei. Der Film habe seine „starken Momente“ und der „realistische Ablauf der Tragikomödie [ist mit] reichlich Kitsch und Tränendrüsendrück-Dramatik“ angereichert.
Karl-Eugen Hagmann (film-dienst) lobte die „hochkarätig besetzten“ Rollen und sah in dem Film ein besonderes Starvehikel für Bette Midler, die sich vor allen Dingen selbst spiele. Außerdem gefiel ihm, dass Marshall „sentimentale Szenen immer wieder durch komische Spitzen auf[bricht und] damit die ärgsten melodramatischen Klippen [umschifft]“. Und auch die „Bilder sind von ausgesuchter Schönheit und gestylter Glätte“. Allerdings sei der „detailfreudig ausgestattete [und] geradlinige“ Film zu oberflächlich, als dass er überraschen könne.
Andreas Obst meinte in der Frankfurter Allgemeinen Zeitung, dass Freundinnen „kaum der Rede wert [sei], verfügte der Film nicht über zwei bemerkenswerte Darstellerinnen“. Es sei vor allen Dingen den beiden Hauptdarstellerinnen Hershey und Midler zu verdanken, dass der Film halbwegs interessant sei, denn immer „wenn der Film unmittelbar vor dem endgültigen Absturz in die Belanglosigkeit steht, schnellt „The divine Miss M.“ aus der Kulisse wie der Springteufel aus der Schachtel, verzieht ihren Mund zu einer grotesken Schnute, rollt furchterregend komisch mit den Augen und stakst durch die Szenerie als leibhaftig gewordener Protest einer exzellenten Aktrice gegen die Mittelmäßigkeit ihrer Rolle.“ Allerdings sei auch positiv anzumerken, dass es in der jahrzehntelangen Hollywood-Tradition von Buddy-Film endlich jemanden gelungen sei, einen Film über eine Frauenfreundschaft zu zeigen, womit er es schaffte „auf einen Schlag ein jahrzehntelanges Versäumnis zu egalisieren.“.
1996 erwähnte Der Spiegel Freundinnen als „Klischee-Story“, bei der es ein Glück sei, dass Bette Midler mitspiele, da der Film ansonsten „schwerer zu ertragen“ sei.

## Besetzung und Synchronisation
| Rolle                    | Schauspieler    | Deutscher Sprecher       |
| ------------------------ | --------------- | ------------------------ |
| Cecilia ‘CC’ Carol Bloom | Bette Midler    | Joseline Gassen          |
| Hillary Whitney Essex    | Barbara Hershey | Kerstin Sanders-Dornseif |
| John Pierce              | John Heard      | Hartmut Becker           |
| Michael Essex            | James Read      | Detlef Bierstedt         |
| Richter                  | Hector Elizondo | Friedrich Georg Beckhaus |

Damit die damals 40-jährige Barbara Hershey eine jüngere Figur um die 20 spielen konnte, ließ sie sich sowohl die Lippen mit Kollagen aufspritzen als auch ihr Gesicht straffen. Hershey stand dafür nicht nur unter starker Kritik, sondern startete auch noch einen Trend, dem sich bald auch viele andere Prominente anschlossen, darunter auch kurzzeitig die Sängerin Madonna. Auch die spätere Schauspielerin und Moderatorin Lisa Rinna, die den Film mit ihrer Freundin sah, fing ebenfalls an, sich Kollagen in die Lippen zu spritzen und später Silikonimplantate machen zu lassen.
Gary Marshall spielte im Film nicht nur eine kleine Minirolle als Castingdirektor, er brachte auch Familienmitglieder beim Set unter. So spielte sein Sohn Scott Marshall den Autovermieter, während sein zweiter Sohn Lori Marshall einen Mäzen in der Tavern on the Green spielte und seine Tochter Kathleen Marshall sowohl als Produktionsassistentin arbeitete als auch ein Zimmermädchen spielte. Auch seine Frau Barbara Marshall spielte eine kleine Rolle als Krankenschwester.

## Musik
A-Seite
1. „Under The Boardwalk“ (Arthur Resnick, Kenny Young) – 4:18 (inkl. Instrumental Intro)
2. „Wind Beneath My Wings“ (Larry Henley, Jeff Silbar) – 4:52
3. „I’ve Still Got My Health“ (Cole Porter) – 1:32
4. „I Think It’s Going To Rain Today“ (Randy Newman) – 3:31
5. „Otto Titsling“ (Bette Midler, Jerry Blatt, Charlene Seeger, Marc Shaiman) – 3:13

B-Seite
1. „I Know You By Heart“ (Dean Pitchford, George Merrill, Marc Shaiman) – 4:40 * (Duett mit David Pack)
2. „The Glory Of Love“ (Billy Hill) – 3:16
3. „Baby Mine“ (Neil Washington, Frank Churchill) – 2:27 (Die CD enthält ebenfalls eine alternative Version)
4. „Oh, Industry!“ (Bette Midler, Wendy Waldman) – 4:06
5. „The Friendship Theme“ (Georges Delerue) – 1:59 (Instrumental)

Der Soundtrack zu Freundinnen wurde Bette Midlers erfolgreichstes Musikalbum. Insbesondere die beiden Singleauskopplungen Under The Boardwalk und Wind Beneath My Wings haben sich millionenfach verkauft. Nachdem die Produzentinnen den Song von Countrysänger Gary Morris hörten, wollten sie, der Regisseur Marshall und Bette Midler dieses Lied unbedingt für ihren Film verwenden, sodass sie den Songwriter Jeff Silbar zu den Dreharbeiten einluden, um ihm Midlers Version zu präsentieren. Er hörte Midlers dramatische Interpretation und sah den Einsatz des Liedes während der Szene, in der Hilary stirbt und konnte überzeugt werden, den Song freizugeben. Die Single konnte nicht nur Platz 1 der Billboard Charts einnehmen, sondern wurde auch mit Gold ausgezeichnet, während das Album zweimal Platin erhielt. Auch bei den Grammy Awards 1990 wurde Wind Beneath My Wings sowohl als Single des Jahres als auch als Song des Jahres ausgezeichnet.

## Adaptionen

### Neuverfilmung
Lifetime Television strahlte am 22. Januar 2017 ein Remake des Films aus. Unter der Regie von Allison Anders ist Idina Menzel in der Rolle der C.C. zu sehen, Nia Long verkörpert Hilary. Die Neuverfilmung weicht in zahlreichen Details vom Original ab; Menzel steuerte eine Neuinterpretation von Wind Beneath My Wings zum Soundtrack des Films bei.

### Musical
Im Frühjahr 2011 wurde bekannt gegeben, dass es eine Musicalversion auf der Grundlage des Romanes von Iris Rainer Dart geben soll. Dart schrieb das Stück gemeinsam mit Thom Thomas, die Musik stammt von David Aaron Austin; die Filmmusik fand keine Verwendung. Die Uraufführung erfolgte im Februar 2014 im Signature Theatre in Arlington, Virginia unter der Regie von Eric D. Schaeffer. Alysha Umphress war als C.C. Bloom und Mara Davi as Bertie White zu sehen.
Eine weitere Inszenierung, erneut unter Eric D. Schaeffer, war 2015 im Drury Lane Theatre in Oakbrook, Illinois zu sehen. Die Hauptrollen übernahmen diesmal Shoshana Bean als C.C. und Whitney Bashor.
2019 soll das Musical am West End Theatre in London aufgeführt werden.

## Auszeichnungen (Auswahl)
Freundinnen erhielt eine Oscar-Nominierung und wurde für weitere Filmpreise sowohl nominiert als auch ausgezeichnet:
- eine Oscar-Nominierung für Albert Brenner und Garrett Lewis für das Beste Szenenbild
- Nominierung als lustigste Darstellerin in einem Spielfilm für Bette Midler bei den American Comedy Awards
- eine Auszeichnung beim Young Artist Award für Mayim Bialik (Beste Jungdarstellerin/Komödie), sowie zwei Nominierungen als Bestes Drama und für Marcie Leeds (Beste Jungdarstellerin/Drama)

## Veröffentlichung
Freundinnen startete am 23. Dezember 1988 in den US-Kinos und konnte bereits am Startwochenende 5,1 Mio. US-Dollar in 706 Kinos einspielen, womit er hinter Twins – Zwillinge und Rain Man auf Platz drei der Kinocharts landete. Insgesamt kam der Film auf ein Einspielergebnis von 57 Mio. US-Dollar. In Westdeutschland startete der Film am 28. September 1989 und konnte 100.994 Zuschauer in die Kinos locken, wodurch er auf Platz 100 der Deutschen Kinocharts des Jahres 1989 lag.
Ab dem 17. Juli 1990 war die VHS und ab dem 24. Januar 2003 die deutsche DVD erhältlich.